# معروب
معروب هي إحدى القرى اللبنانية من قرى قضاء صور في محافظة الجنوب..تتميز بمزيج من العمارة القديمة والجديدة.وهي مقسمة إلى قسمين: البلدة القديمة، والمدينة الحديثة التي نشأت مؤخرًا.

## التسمية
وفقًا لـ إدوارد هنري بالمر، يأتي اسم معروب من كثرة المياه. ويقل ان أسم معروب يعني «أرض الوفرة والخير». أوالأرض المثالية للزراعة حيث تزدهر زراعة الزيتون والتبغ والقمح والتين.

## المساحة
تقع معروب في محافظة الجنوب قضاء صور. ترتفع 300 م عن سطح البحر و 88 كم جنوب غرب بيروت عاصمة لبنان، أي حوالي ساعة ونصف، و 15 كم من وسط حيها صور. تبلغ مساحة أراضيها 562 هكتارا.  عدد سكانها المسجلين 3600.